# 谢屯镇
谢屯镇，是中华人民共和国辽宁省大連市瓦房店市下辖的一个乡镇级行政单位。

## 行政区划
谢屯镇下辖以下地区：
花园村、七间房村、泉眼村、谢屯村、前进村、大屯村、沙山村和莲花山村。